# Kisalmás
Kisalmás románul: Almașu Mic de Munte, település Romániában, Erdélyben, Hunyad megyében.

## Fekvése
Algyógytól északra fekvő település.

## Története
Kisalmás, Almás nevét 1418-ban, majd 1509-ben említette először oklevél Kysalmas néven. 1808-ban Almás (Kis-), Álmásu-mik, 1861-ben Kis-Almás, 1913-ban Kisalmás néven írták.
A trianoni békeszerződés előtt Hunyad vármegye  Algyógyi járásához tartozott.
1910-ben 518 lakosából 513 román, 2 magyar volt, ebből 514 görögkeleti ortodox volt.

## Nevezetességei
18. századi ortodox temploma a romániai műemlékek jegyzékében a HD-II-m-A-03238 sorszámon szerepel.

## Galéria

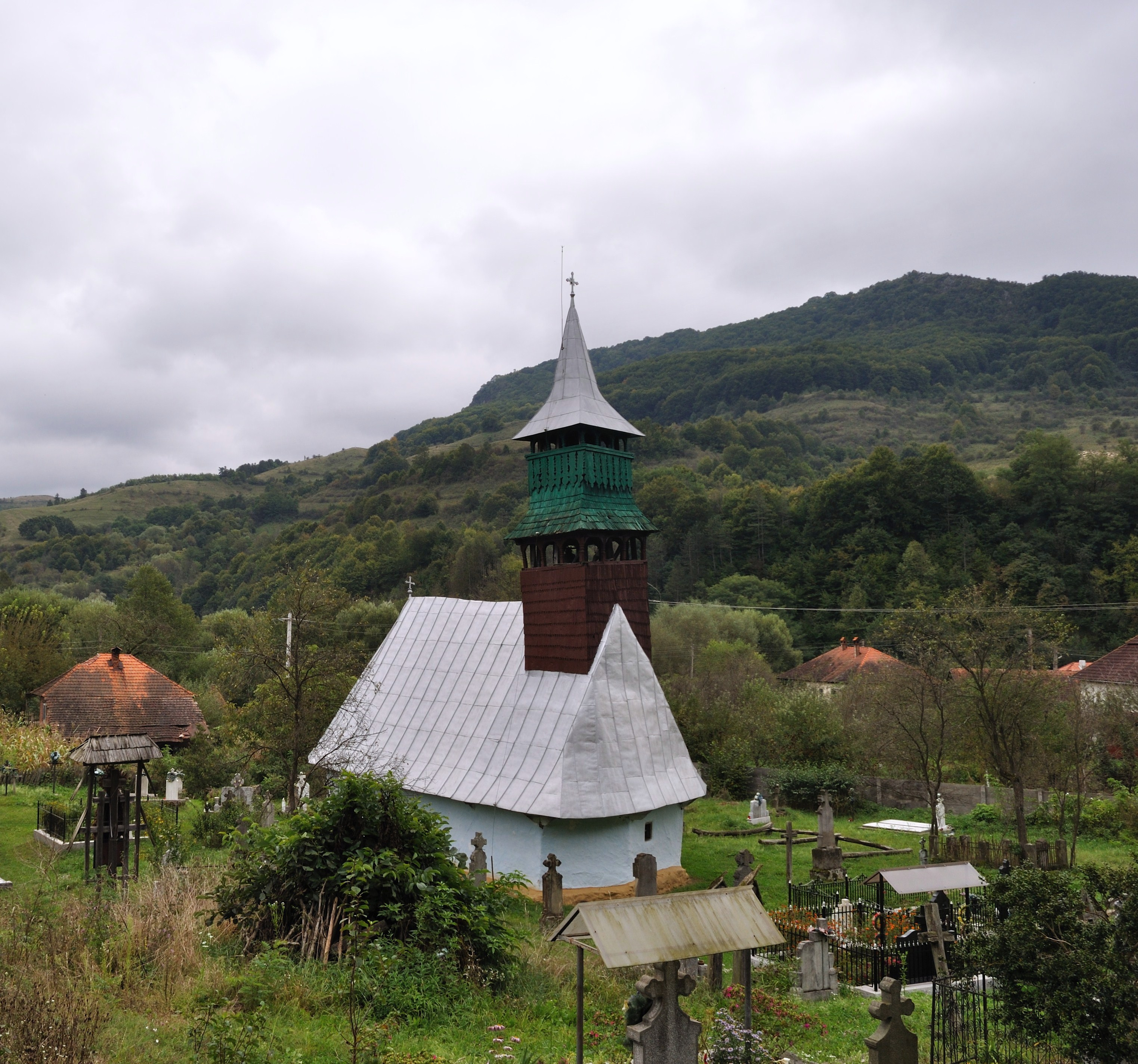
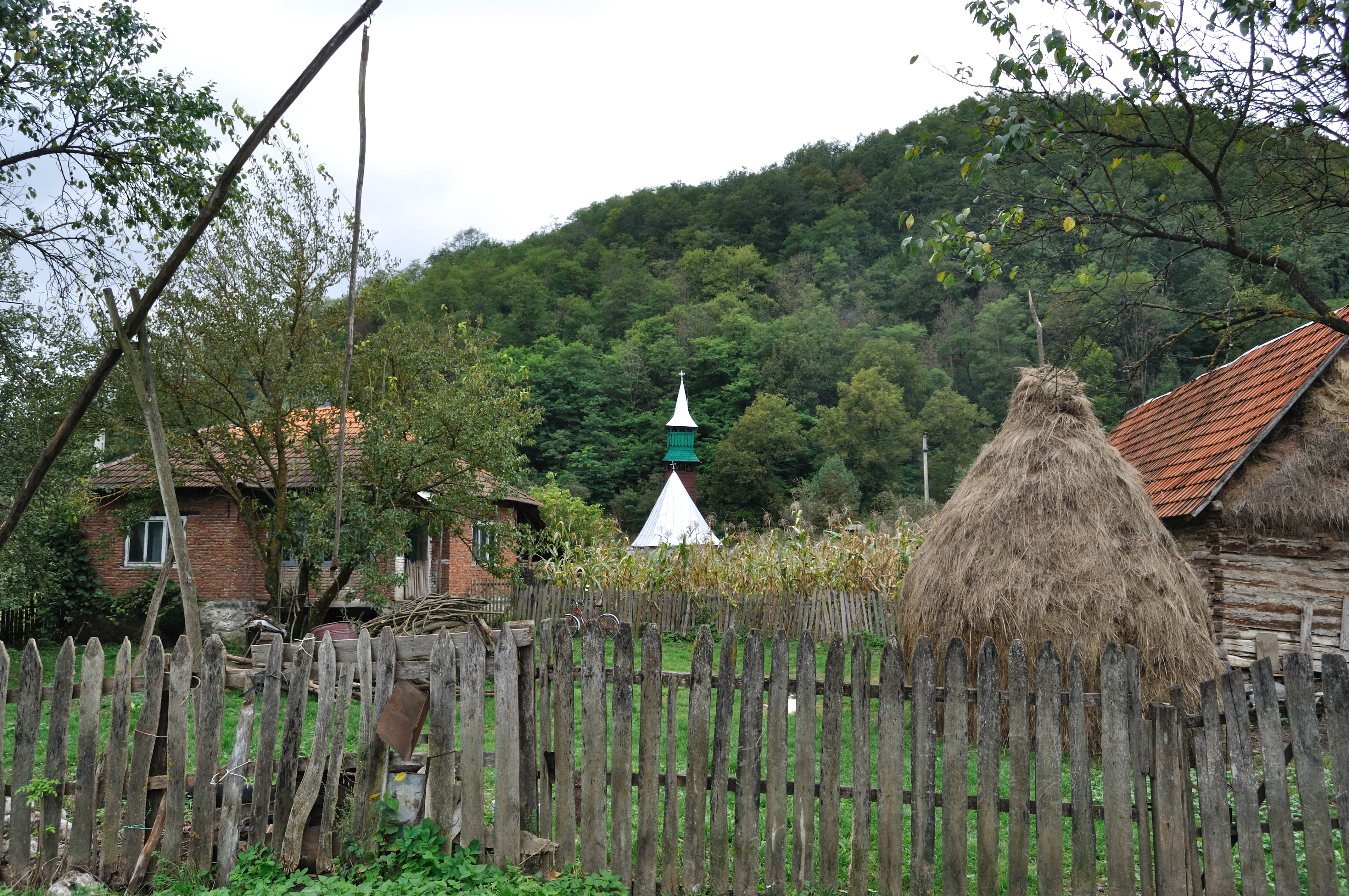
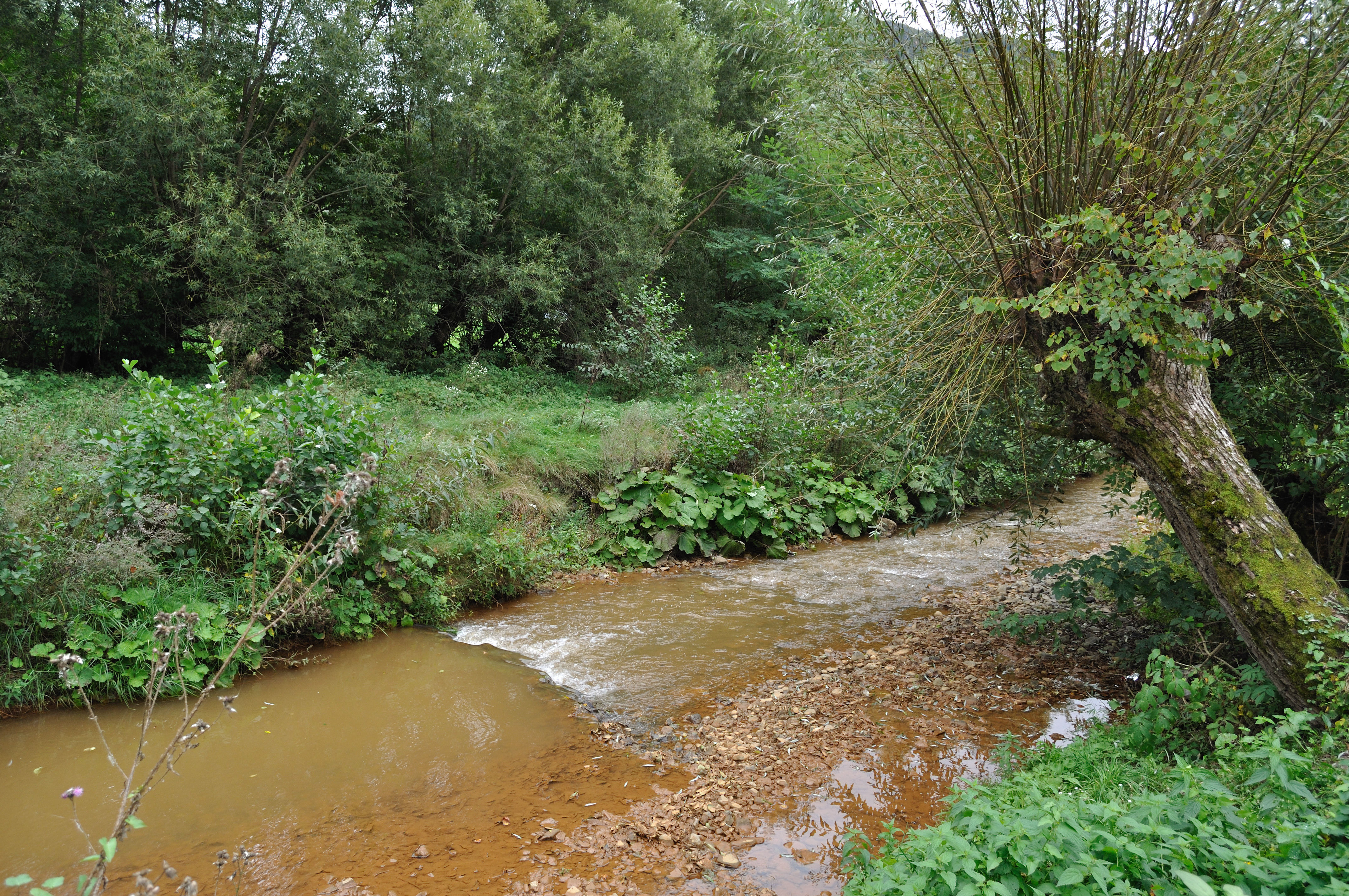